# Neocrepidodera manipurensis
Neocrepidodera manipurensis es una especie de insecto coleóptero de la familia Chrysomelidae. Fue descrita científicamente en 1991 por Basu.